# FIVB World Tour 2018/19 der Männer
Die FIVB World Tour 2018/19 der Männer bestand aus 46 Beachvolleyball-Turnieren. Diese waren in Kategorien eingeteilt, die durch Sterne bezeichnet wurden. Zwei Major-Turniere gehörten in die Kategorie mit fünf Sternen, zwölf Turniere hatten vier Sterne, fünf drei Sterne, drei zwei Sterne und 25 Turniere waren mit einem Stern am geringsten bewertet. Hinzu kamen die Weltmeisterschaft in Hamburg und das Saisonfinale in Rom.

## Turniere

### Übersicht
Die folgende Tabelle zeigt alle Turniere der FIVB World Tour 2018/19.
| Austragungsort      | Land                | Kategorie         | Datum                             |
| ------------------- | ------------------- | ----------------- | --------------------------------- |
| Siófok              | Ungarn              | 1 Stern           | 23. bis 26. August 2018           |
| Montpellier         | Frankreich          | 1 Stern           | 28. August bis 1. September 2018  |
| Qinzhou             | Volksrepublik China | 3 Sterne          | 30. September bis 4. Oktober 2018 |
| Bandar-e Torkaman   | Iran                | 1 Stern           | 2. bis 5. Oktober 2018            |
| Bābolsar            | Iran                | 1 Stern           | 9. bis 12. Oktober 2018           |
| Yangzhou            | Volksrepublik China | 4 Sterne          | 10. bis 14. Oktober 2018          |
| Bandar Anzali       | Iran                | 1 Stern           | 16. bis 19. Oktober 2018          |
| Las Vegas           | Vereinigte Staaten  | 4 Sterne          | 17. bis 21. Oktober 2018          |
| Ljubljana           | Slowenien           | 1 Stern           | 29. November bis 2. Dezember 2018 |
| Den Haag            | Niederlande         | 4 Sterne          | 2. bis 6. Januar 2019             |
| Visakhapatnam       | Indien              | 1 Stern           | 17. bis 20. Januar 2019           |
| Sydney              | Australien          | 3 Sterne          | 6. bis 10. März 2019              |
| Kampong Speu        | Kambodscha          | 1 Stern           | 7. bis 10. März 2019              |
| Doha                | Katar               | 4 Sterne          | 12. bis 16. März 2019             |
| Siem Reap           | Kambodscha          | 2 Sterne          | 21. bis 24. März 2019             |
| Satun               | Thailand            | 1 Stern           | 8. bis 11. April 2019             |
| Langkawi            | Malaysia            | 1 Stern           | 11. bis 14. April 2019            |
| Göteborg            | Schweden            | 1 Stern           | 18. bis 21. April 2019            |
| Xiamen              | Volksrepublik China | 4 Sterne          | 24. bis 28. April 2019            |
| Kuala Lumpur        | Malaysia            | 3 Sterne          | 1. bis 5. Mai 2019                |
| Itapema             | Brasilien           | 4 Sterne          | 15. bis 19. Mai 2019              |
| Aydın               | Türkei              | 2 Sterne          | 16. bis 19. Mai 2019              |
| Jinjiang            | Volksrepublik China | 4 Sterne          | 22. bis 26. Mai 2019              |
| Boracay             | Philippinen         | 1 Stern           | 23. bis 26. Mai 2019              |
| Ostrava             | Tschechien          | 4 Sterne          | 29. Mai bis 2. Juni 2019          |
| Baden               | Österreich          | 1 Stern           | 6. bis 10. Juni 2019              |
| Warschau            | Polen               | 4 Sterne          | 12. bis 16. Juni 2019             |
| Ios                 | Griechenland        | 1 Stern           | 14. bis 16. Juni 2019             |
| Hamburg             | Deutschland         | Weltmeisterschaft | 28. Juni bis 7. Juli 2019         |
| Qidong              | Volksrepublik China | 2 Sterne          | 4. bis 7. Juli 2019               |
| Gstaad              | Schweiz             | 5 Sterne          | 9. bis 14. Juli 2019              |
| Espinho             | Portugal            | 4 Sterne          | 17. bis 21. Juli 2019             |
| Edmonton            | Kanada              | 3 Sterne          | 17. bis 21. Juli 2019             |
| Tokio               | Japan               | 4 Sterne          | 24. bis 28. Juli 2019             |
| Pinarella Di Cervia | Italien             | 1 Stern           | 25. bis 28. Juli 2019             |
| Wien                | Österreich          | 5 Sterne          | 1. bis 4. August 2019             |
| Ljubljana           | Slowenien           | 1 Stern           | 1. bis 3. August 2019             |
| Malbork             | Polen               | 1 Stern           | 1. bis 4. August 2019             |
| Vaduz               | Liechtenstein       | 1 Stern           | 8. bis 11. August 2019            |
| Miguel Pereira      | Brasilien           | 1 Stern           | 8. bis 11. August 2019            |
| Budapest            | Ungarn              | 1 Stern           | 8. bis 11. August 2019            |
| Moskau              | Russland            | 4 Sterne          | 14. bis 18. August 2019           |
| Knokke-Heist        | Belgien             | 1 Stern           | 15. bis 18. August 2019           |
| Rubavu              | Ruanda              | 1 Stern           | 21. bis 24. August 2019           |
| Jūrmala             | Lettland            | 3 Sterne          | 22. bis 25. August 2019           |
| Salala              | Oman                | 1 Stern           | 24. bis 27. August 2019           |
| Montpellier         | Frankreich          | 1 Stern           | 27. bis 31. August 2019           |
| Oslo                | Norwegen            | 1 Stern           | 29. bis 31. August 2019           |
| Rom                 | Italien             | Saisonfinale      | 4. bis 8. September 2019          |

### Qinzhou
3 Sterne, 30. September bis 4. Oktober 2018
| Platz | Team                              |
| ----- | --------------------------------- |
| 1     | Trevor Crabb / Tri Bourne         |
| 2     | Waleryj Samodai / Taras Myskiw    |
| 3     | Dries Koekelkoren / Tom van Walle |
| 4     | Cole Durant / Damien Schumann     |
| 5     | Robin Seidl / Philipp Waller      |
| 5     | Youssef Krou / Édouard Rowlandson |
| 5     | Maxim Chudjakow / Ruslan Bykanow  |
| 5     | Serhij Popow / Jaroslaw Hordeew   |

### Yangzhou
4 Sterne, 10. bis 14. Oktober 2018
| Platz | Team                                         |
| ----- | -------------------------------------------- |
| 1     | Konstantin Semjonow / Ilja Leschukow         |
| 2     | Wjatscheslaw Krassilnikow / Oleg Stojanowski |
| 3     | Guto Carvalhaes / Saymon Barbosa             |
| 4     | Sam Pedlow / Sam Schachter                   |
| 5     | Robin Seidl / Philipp Waller                 |
| 5     | Philipp Bergmann / Yannick Harms             |
| 5     | Mārtiņš Pļaviņš / Edgars Točs                |
| 5     | Maciej Rudol / Jakub Szałankiewicz           |

### Las Vegas
4 Sterne, 17. bis 21. Oktober 2018
| Platz | Team                                         |
| ----- | -------------------------------------------- |
| 1     | Anders Mol / Christian Sørum                 |
| 2     | Grzegorz Fijałek / Michał Bryl               |
| 3     | Wjatscheslaw Krassilnikow / Oleg Stojanowski |
| 4     | Trevor Crabb / Tri Bourne                    |
| 5     | Álvaro Filho / Ricardo Santos                |
| 5     | Pablo Herrera / Adrián Gavira                |
| 5     | Paolo Nicolai / Daniele Lupo                 |
| 5     | Taylor Crabb / Jacob Gibb                    |

### Den Haag
4 Sterne, 2. bis 6. Januar 2019
| Platz | Team                                         |
| ----- | -------------------------------------------- |
| 1     | Wjatscheslaw Krassilnikow / Oleg Stojanowski |
| 2     | Julius Thole / Clemens Wickler               |
| 3     | Konstantin Semjonow / Ilja Leschukow         |
| 4     | Alexander Brouwer / Robert Meeuwsen          |
| 5     | Pedro Solberg / Bruno Schmidt                |
| 5     | Anders Mol / Christian Sørum                 |
| 5     | Bartosz Łosiak / Piotr Kantor                |
| 5     | Adrian Heidrich / Mirco Gerson               |

### Sydney
3 Sterne, 5. bis 10. März 2019
| Platz | Team                              |
| ----- | --------------------------------- |
| 1     | Esteban Grimalt / Marco Grimalt   |
| 2     | Enrico Rossi / Adrian Carambula   |
| 3     | Billy Allen / Stafford Slick      |
| 4     | Youssef Krou / Édouard Rowlandson |
| 5     | Kusti Nõlvak / Mart Tiisaar       |
| 5     | Waleryj Samodai / Taras Myskiw    |
| 5     | Taylor Crabb / Jacob Gibb         |
| 5     | John Hyden / Ryan Doherty         |

### Doha
4 Sterne, 12. bis 16. März 2019
| Platz | Team                              |
| ----- | --------------------------------- |
| 1     | Esteban Grimalt / Marco Grimalt   |
| 2     | Phil Dalhausser / Nicholas Lucena |
| 3     | Pablo Herrera / Adrián Gavira     |
| 4     | Grzegorz Fijałek / Michał Bryl    |
| 5     | Paolo Nicolai / Daniele Lupo      |
| 5     | Bartosz Łosiak / Piotr Kantor     |
| 5     | Cherif Younousse / Ahmed Tijan    |
| 5     | Nikita Ljamin / Igor Welitschko   |

### Xiamen
4 Sterne, 23. bis 28. April 2019
| Platz | Team                                         |
| ----- | -------------------------------------------- |
| 1     | Wjatscheslaw Krassilnikow / Oleg Stojanowski |
| 2     | Pablo Herrera / Adrián Gavira                |
| 3     | Cherif Younousse / Ahmed Tijan               |
| 4     | Enrico Rossi / Adrian Carambula              |
| 5     | Jānis Šmēdiņš / Aleksandrs Samoilovs         |
| 5     | Alexander Brouwer / Robert Meeuwsen          |
| 5     | Anders Mol / Christian Sørum                 |
| 5     | Grzegorz Fijałek / Michał Bryl               |

### Kuala Lumpur
3 Sterne, 30. April bis 4. Mai 2019
| Platz | Team                                |
| ----- | ----------------------------------- |
| 1     | Alison Cerutti / Álvaro Filho       |
| 2     | Theodore Brunner / Priddy           |
| 3     | Hyden / Ryan Doherty                |
| 4     | Alexander Walkenhorst / Sven Winter |
| 5     | Philipp Bergmann / Yannick Harms    |
| 5     | Nils Ehlers / Lars Flüggen          |
| 5     | Jan Pokeršnik / Nejc Zemljak        |
| 5     | Murat Giginoğlu / Volkan Göğtepe    |

### Itapema
4 Sterne, 15. bis 19. Mai 2019
| Platz | Team                                        |
| ----- | ------------------------------------------- |
| 1     | Anders Mol / Christian Sørum                |
| 2     | Grzegorz Fijałek / Michał Bryl              |
| 3     | Christiaan Varenhorst / Steven van de Velde |
| 4     | Bartosz Łosiak / Piotr Kantor               |
| 5     | Esteban Grimalt / Marco Grimalt             |
| 5     | Trevor Crabb / Tri Bourne                   |
| 5     | Chase Budinger / Casey Patterson            |
| 5     | Theodore Brunner / William Priddy           |

### Jinjiang
4 Sterne, 22. bis 26. Mai 2019
| Platz | Team                                         |
| ----- | -------------------------------------------- |
| 1     | Anders Mol / Christian Sørum                 |
| 2     | Evandro Gonçalves / Bruno Schmidt            |
| 3     | André Loyola / George Wanderley              |
| 4     | Trevor Crabb / Tri Bourne                    |
| 5     | Pablo Herrera / Adrián Gavira                |
| 5     | Wjatscheslaw Krassilnikow / Oleg Stojanowski |
| 5     | Nikita Ljamin / Taras Myskiw                 |
| 5     | Phil Dalhausser / Nicholas Lucena            |

### Ostrava
4 Sterne, 29. Mai bis 2. Juni 2019
| Platz | Team                                         |
| ----- | -------------------------------------------- |
| 1     | Anders Mol / Christian Sørum                 |
| 2     | Ondřej Perušič / David Schweiner             |
| 3     | Grzegorz Fijałek / Michał Bryl               |
| 4     | Wjatscheslaw Krassilnikow / Oleg Stojanowski |
| 5     | Alison Cerutti / Álvaro Filho                |
| 5     | Evandro Gonçalves / Bruno Schmidt            |
| 5     | Pablo Herrera / Adrián Gavira                |
| 5     | Julius Thole / Clemens Wickler               |

### Warschau
4 Sterne, 12. bis 16. Juni 2019
| Platz | Team                                         |
| ----- | -------------------------------------------- |
| 1     | Evandro Gonçalves / Bruno Schmidt            |
| 2     | Anders Mol / Christian Sørum                 |
| 3     | Konstantin Semjonow / Ilja Leschukow         |
| 4     | Wjatscheslaw Krassilnikow / Oleg Stojanowski |
| 5     | Alison Cerutti / Álvaro Filho                |
| 5     | Paolo Nicolai / Daniele Lupo                 |
| 5     | Mārtiņš Pļaviņš / Edgars Točs                |
| 5     | Nikita Ljamin / Taras Myskiw                 |

### Hamburg
Weltmeisterschaft, 28. Juni bis 7. Juli 2019
| Platz | Team                                         |
| ----- | -------------------------------------------- |
| 1     | Wjatscheslaw Krassilnikow / Oleg Stojanowski |
| 2     | Julius Thole / Clemens Wickler               |
| 3     | Anders Mol / Christian Sørum                 |
| 4     | Trevor Crabb / Tri Bourne                    |
| 5     | André Loyola / George Wanderley              |
| 5     | Paolo Nicolai / Daniele Lupo                 |
| 5     | Enrico Rossi / Adrian Carambula              |
| 5     | Phil Dalhausser / Nicholas Lucena            |

### Gstaad
Major 5 Sterne, 9. bis 13. Juli 2019
| Platz | Team                                |
| ----- | ----------------------------------- |
| 1     | Anders Mol / Christian Sørum        |
| 2     | Alexander Brouwer / Robert Meeuwsen |
| 3     | Evandro Gonçalves / Bruno Schmidt   |
| 4     | Paolo Nicolai / Daniele Lupo        |
| 5     | Guto Carvalhaes / Saymon Barbosa    |
| 5     | Ondřej Perušič / David Schweiner    |
| 5     | Bartosz Łosiak / Piotr Kantor       |
| 5     | Cherif Younousse / Ahmed Tijan      |

| Platz | Team                              |
| ----- | --------------------------------- |
| 9     | Alison / Álvaro Filho             |
| 9     | Sam Pedlow / Sam Schachter        |
| 9     | Mārtiņš Pļaviņš / Edgars Točs     |
| 9     | Grzegorz Fijałek / Michał Bryl    |
| 9     | Nikita Ljamin / Taras Myskiw      |
| 9     | Adrian Heidrich / Mirco Gerson    |
| 9     | Taylor Crabb / Jacob Gibb         |
| 9     | Phil Dalhausser / Nicholas Lucena |

### Espinho
4 Sterne, 17. bis 21. Juni 2019
| Platz | Team                                 |
| ----- | ------------------------------------ |
| 1     | Alison Cerutti / Álvaro Filho        |
| 2     | André Loyola / George Wanderley      |
| 3     | Mārtiņš Pļaviņš / Edgars Točs        |
| 4     | Esteban Grimalt / Marco Grimalt      |
| 5     | Evandro Gonçalves / Bruno Schmidt    |
| 5     | Sam Pedlow / Sam Schachter           |
| 5     | Paolo Nicolai / Daniele Lupo         |
| 5     | Konstantin Semjonow / Ilja Leschukow |

### Edmonton
3 Sterne, 17. bis 21. Juli 2019
| Platz | Team                             |
| ----- | -------------------------------- |
| 1     | Nico Beeler / Marco Krattiger    |
| 2     | Ben Saxton / Grant O’Gorman      |
| 3     | Billy Allen / Stafford Slick     |
| 4     | Marco Caminati / Alex Ranghieri  |
| 5     | Kusti Nõlvak / Mart Tiisaar      |
| 5     | Mathias Berntsen / Hendrik Mol   |
| 5     | Serhij Popow / Jaroslaw Hordeew  |
| 5     | Chase Budinger / Casey Patterson |

### Tokio
4 Sterne, 24. bis 28. Juli 2019
| Platz | Team                                |
| ----- | ----------------------------------- |
| 1     | Anders Mol / Christian Sørum        |
| 2     | Nils Ehlers / Lars Flüggen          |
| 3     | Alexander Brouwer / Robert Meeuwsen |
| 4     | Alison Cerutti / Álvaro Filho       |
| 5     | André Loyola / George Wanderley     |
| 5     | Evandro Gonçalves / Bruno Schmidt   |
| 5     | Tri Bourne / Trevor Crabb           |
| 5     | Phil Dalhausser / Nicholas Lucena   |

### Wien
Major 5 Sterne, 1. bis 4. August 2019
| Platz | Team                                         |
| ----- | -------------------------------------------- |
| 1     | Anders Mol / Christian Sørum                 |
| 2     | Alison Cerutti / Álvaro Filho                |
| 3     | Grzegorz Fijałek / Michał Bryl               |
| 4     | Phil Dalhausser / Nicholas Lucena            |
| 5     | Pablo Herrera / Adrián Gavira                |
| 5     | Nils Ehlers / Lars Flüggen                   |
| 5     | Wjatscheslaw Krassilnikow / Oleg Stojanowski |
| 5     | Adrian Heidrich / Mirco Gerson               |

| Platz | Team                                        |
| ----- | ------------------------------------------- |
| 9     | André Loyola / George Wanderley             |
| 9     | Evandro Gonçalves / Bruno Schmidt           |
| 9     | Esteban Grimalt / Marco Grimalt             |
| 9     | Paolo Nicolai / Daniele Lupo                |
| 9     | Alexander Brouwer / Robert Meeuwsen         |
| 9     | Christiaan Varenhorst / Steven van de Velde |
| 9     | Cherif Younousse / Ahmed Tijan              |
| 9     | Taylor Crabb / Jacob Gibb                   |

### Moskau
4 Sterne, 14. bis 18. August 2019
| Platz | Team                                 |
| ----- | ------------------------------------ |
| 1     | Jānis Šmēdiņš / Aleksandrs Samoilovs |
| 2     | Alison Cerutti / Álvaro Filho        |
| 3     | Julius Thole / Clemens Wickler       |
| 4     | Guto Carvalhaes / Saymon Barbosa     |
| 5     | Evandro Gonçalves / Bruno Schmidt    |
| 5     | Paolo Nicolai / Daniele Lupo         |
| 5     | Alexander Brouwer / Robert Meeuwsen  |
| 5     | Nikita Ljamin / Taras Myskiw         |

### Jūrmala
3 Sterne, 22. bis 25. August 2019
| Platz | Team                                   |
| ----- | -------------------------------------- |
| 1     | Jānis Šmēdiņš / Aleksandrs Samoilovs   |
| 2     | Kusti Nõlvak / Mart Tiisaar            |
| 3     | Aliaksandr Dziadkou / Pawel Piatrushka |
| 4     | Armin Dollinger / Eric Stadie          |
| 5     | Quincy Ayé / Arnaud Gauthier-Rat       |
| 5     | Jonathan Erdmann / Sven Winter         |
| 5     | Chase Budinger / Casey Patterson       |
| 5     | Billy Allen / Stafford Slick           |

### Rom
Saisonfinale, 4. bis 8. September 2019
| Platz | Team                                         |
| ----- | -------------------------------------------- |
| 1     | Wjatscheslaw Krassilnikow / Oleg Stojanowski |
| 2     | Julius Thole / Clemens Wickler               |
| 3     | Anders Mol / Christian Sørum                 |
| 4     | Taylor Crabb / Jacob Gibb                    |
| 5     | Evandro Gonçalves / Bruno Schmidt            |
| 5     | Ondřej Perušič / David Schweiner             |
| 5     | Pablo Herrera / Adrián Gavira                |
| 5     | Christiaan Varenhorst / Steven van de Velde  |

| Platz | Team                                 |
| ----- | ------------------------------------ |
| 9     | Aye / Gauthier-Rat                   |
| 9     | Nils Ehlers / Lars Flüggen           |
| 9     | Enrico Rossi / Adrian Carambula      |
| 9     | Mārtiņš Pļaviņš / Edgars Točs        |
| 9     | Alexander Brouwer / Robert Meeuwsen  |
| 9     | Cherif Younousse / Ahmed Tijan       |
| 9     | Konstantin Semjonow / Ilja Leschukow |
| 9     | Adrian Heidrich / Mirco Gerson       |

## Auszeichnungen des Jahres 2019
| FIVB Tour Champion                                     | Anders Mol / Christian Sørum      |
| Herausragendste Mannschaft (Most Outstanding Team)     | Anders Mol / Christian Sørum      |
| Herausragendster Spieler (Most Outstanding Player)     | Anders Mol                        |
| Bester Zuspieler (Best Setter)                         | Anders Mol                        |
| Bester Aufschläger (Best Server)                       | Evandro Gonçalves Oliveira Júnior |
| Bester Blocker (Best Blocker)                          | Anders Mol                        |
| Bester offensiver Spieler (Best Offensive Player)      | Anders Mol                        |
| Bester defensiver Spieler (Best Defensive Player)      | Christian Sørum                   |
| Am meisten verbesserte Mannschaft (Most Improved Team) | Julius Thole / Clemens Wickler    |
| Unterhaltsamster Spieler (Most Entertaining Player)    | Adrian Carambula                  |